# Levantrombout
De levantrombout (Gomphus davidi) is een echte libel uit de familie van de rombouten (Gomphidae). De wetenschappelijke naam van de soort werd in 1887 gepubliceerd door Edmond de Selys Longchamps. De Nederlandstalige naam is ontleend aan Libellen van Europa.

## Verspreiding
De soort komt voor in Turkije, Syrië, Libanon, de Palestijnse Gebieden en Israël.

## Status
De soort staat op de Rode Lijst van de IUCN als niet bedreigd, beoordelingsjaar 2007; de trend van de populatie is volgens de IUCN stabiel. 